# 김경모 (프로게이머)
김경모(1988년 9월 8일 ~ )는 대한민국의 전직 스타크래프트 프로게이머이다. KT.MGW)GGaeMo라는 아이디를 사용하며, 종족은 저그이다.

## 생애
2007년 상반기 드래프트에서 르까프 OZ의 1차 지명으로 입단하였다.
데뷔 이후 팀플레이가 존재하던 신한은행 프로리그 2008까지는 팀플레이에만 출전하다가 팀플레이가 폐지된 신한은행 프로리그 08-09부터는 개인전도 출전하기 시작했지만, 워낙 팀플을 많이 해 와서 그런지 개인전에서는 부진했다. 대신 주장을 맡아서 팀의 정신적 지주로써 팀에게 헌신을 아끼지 않았고, 2010년 3월, 공군 ACE에 지원하였고, 3월 공군 e스포츠병 모집에 최종 합격하였다.
2010년 5월 31일에 입대하였고, 크게 빛을 보지 못했던 친정팀 화승 시절과 달리 공군에서는 매우 뛰어난 활약을 선보였으며, 자연히 주전 선수로 자리매김했다.
이주영, 이성은, 민찬기, 오영종과 함께 공군 내에서 가장 뛰어난 성적을 보유한 선수다.
그리고 SK플래닛 스타크래프트 II 프로리그 시즌 2가 진행 중이던 2012년 6월 9일 제대하였다. 제대하였으나, 이미 소속팀는 해체돼서 없어졌기 때문에 웨이버 공시 되었다. 결국 어느 팀에도 입단 제의를 받지 못하고 잠정은퇴로 알려졌으나, 옥션 올킬 스타리그 2012 예선에 등록하며 복귀의 기대감을 높였다. 하지만 이러한 기대에도 불구하고 예선에 불참하였다.
2013년 1월 31일, 2013 핫식스 글로벌 스타크래프트 II 리그 시즌 1 코드 B 출전이 확인되었다. '사랑애'라는 아이디로 출전했는데, 예선 8강에서 신상호를 만나 1:2로 탈락하였다.
현재는 유튜버와 아프리카TV BJ로 활동하고 있다.

## 수상 경력
- 2006년 르까프 전국 아마추어 스타크래프트 대회 준우승
- 2007년 2007 서울 국제 e스포츠 페스티벌 스타크래프트 256강전 8강
- 2009년 EVER 스타리그 2009 36강
- 2011년 ABC마트 MSL 2011 32강